# Sixte de Sienne
Sixte de Sienne (en latin Sixtus Senensis ; né vers 1520– mort à Gênes en 1569) est un juif converti et théologien catholique. Convaincu d'hérésie, il obtint sa grâce après avoir renié ses écrits et sollicité son admission chez les pères dominicains. Il est considéré par Ashley comme l'un des deux principaux théologiens dominicains de sa génération.

## Biographie
Après sa conversion, il rejoignit l'ordre des Franciscains où il fut le disciple du dominicain Lancelotto Politi (appelé Ambroise Catharin après son entrée en religion), dont il dénonça plus tard publiquement les écrits. Convaincu d'hérésie et déjà condamné au bûcher, il céda aux prières de l'inquisiteur général, le cardinal Antonio-Michele Ghislieri, abjura ses écrits et demanda son admission chez les dominicains. Sous le pontificat de Pie V, il bénéficia de la faveur papale, non seulement comme auteur de l’Histoire Sacrée, mais aussi en raison de son érudition et de sa connaissance de l'hébreu.
On lui doit l'usage de l'adjectif « deutérocanonique » pour qualifier les livres de l’Ancien Testament rejetés du  canon  de la Bible juive (texte massorétique) mais déjà présents dans la version des Septante. Auparavant et depuis Jérôme de Stridon la tradition des auteurs chrétiens parlait plutôt à leur sujet de livres  apocryphes, c'est-à-dire dont les auteurs étaient inconnus ou moins connus et dont les écrits étaient sans équivalent direct dans le texte hébreu de la Bible. Leur autorité était de ce fait moins certaine, bien qu'on les considéra comme les témoins d'une tradition authentique et respectable, bien qu'intermédiaire, en tant qu'elle reflétait la façon dont les générations précédentes avaient reçu et transmis les livres de la Bible juive dans leur propre culture. 
Son recueil : Bibliotheca sancta ex præcipuis Catholicæ Ecclesiæ auctoribus collecta (« Bibliothèque Sacrée des principaux auteurs de l’Église ») décrit en huit livres la vie et analyse l’œuvre des docteurs de l'Église, traite de la meilleure manière de traduire et d'expliquer les Écritures, enfin dresse une liste très complète des exégètes de la Bible. C'est la première Encyclopédie sacrée abordant la doctrine et la tradition de l’Église dans la mouvance du Concile de Trente. Elle a été portant critiquée par Possevin, qui reproche à l'auteur de suivre aveuglément certaines idées d'Annius de Viterbe.

## Écrits
- Bibliotheca sancta ex præcipuis Catholicæ Ecclesiæ auctoribus collecta (Venise, 1566)
- In varios Scripturæ locos astronomicarum quæstiones
- In varios Scripturæ locos geographicarum quæstiones
- In varios Scripturæ locos problematicarum epistolarum quæstiones
- Homeliæ in evangelia